# A-Rosa Flussschiff
A-Rosa Flussschiff (Eigenschreibweise: A-ROSA) ist eine deutsche Reederei, die Kreuzfahrten auf europäischen Flüssen anbietet. 
Der Sitz des Unternehmens, das 2009 aus der Deutschen Seereederei hervorging, ist Rostock. Das gesamte Nautik- und Dienstleistungspersonal ist bei dem in Chur in der Schweiz ansässigen Tochterunternehmen A-Rosa Reederei GmbH angestellt. Mit acht eigenen Schiffen und 580 Mitarbeitern wurde 2012 ein Umsatz von rund 60 Mio. Euro erzielt.

## Geschichte

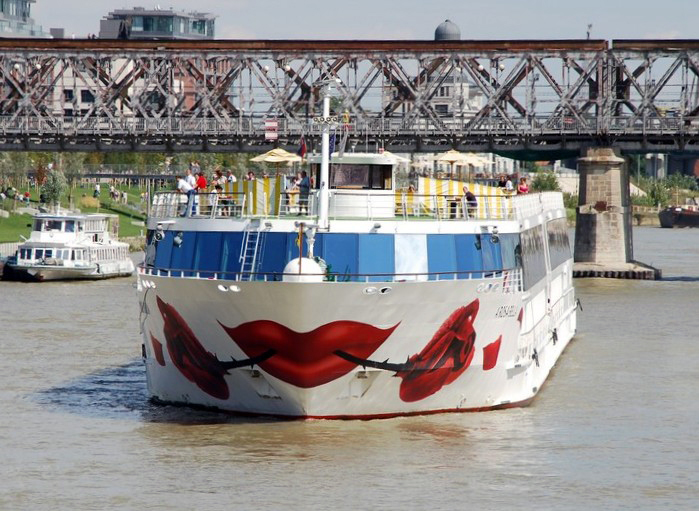
Die rote Rose im roten Mund –
das Markenzeichen von A-Rosa

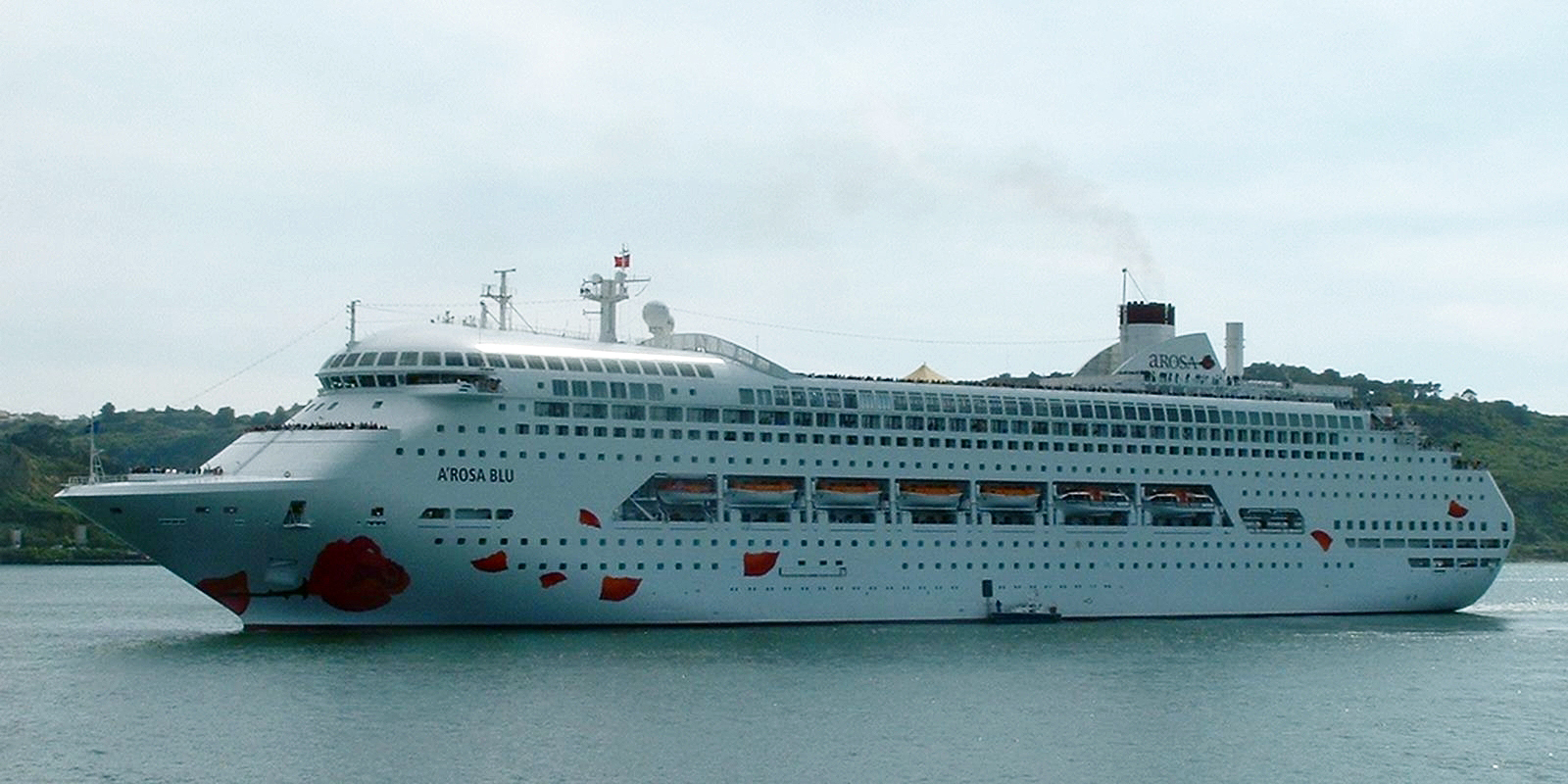
Die A’Rosa Blu in Lissabon

Das Unternehmen ging aus dem gemeinsam von der Deutschen Seereederei (DSR) und der britischen Reederei P&O geführten Unternehmen Seetours hervor. Die Seetours bot ab 2002 erstmals unter dem Markennamen A’Rosa neben Seekreuzfahrten mit der A’Rosa Blu auch Flusskreuzfahrten auf der Donau mit zwei neugebauten Schiffen, der A-Rosa Bella und der A-Rosa Donna, an. Zwei weitere Schiffe für dieses neue Geschäftsfeld wurden für die Jahre 2003 (A-Rosa Mia) und 2004 (A-Rosa Riva) bestellt. Nach der Übernahme des Seekreuzfahrtsektors durch Carnival Corporation & plc übernahm die DSR den Markennamen A-Rosa für das Flusskreuzfahrtgeschäft. Infolgedessen benannte der neue Besitzer das Seekreuzfahrtschiff 2004 in AIDAblu um. Das Farbdesign der Bugspitze der Schiffe, das einen roten Mund darstellt, wurde von beiden Unternehmen übernommen. Die Rose blieb als Markenzeichen nur bei A-Rosa erhalten. Die Deutsche Seereederei siedelte die Flusskreuzfahrtsparte innerhalb des Konzerns unterhalb des für Tourismus zuständigen Tochterunternehmens Arkona AG an.
Mit den zwei weiteren gleichzeitig von der Neptun Werft übernommenen Schiffsneubauten, der A-Rosa Luna und der A-Rosa Stella, bot A-Rosa ab 2005 Kreuzfahrten auf der Rhone und Saône an. Im Jahr 2008 entschied sich die Geschäftsleitung, auch in den Markt für Rhein-Kreuzfahrten einzusteigen. Zu diesem Zweck wurden zwei neue Schiffe bei der Neptun Werft bestellt, die im Juli 2009 (A-Rosa Aqua) und im März 2010 (A-Rosa Viva) in Dienst gestellt wurden. Ein drittes, nachbestelltes Schiff der Baureihe, die A-Rosa Brava, wurde am 17. Februar 2011 ausgeliefert.
Am 20. April 2009 wurde A-Rosa im Rahmen eines Management-Buy-Out aus der Deutschen Seereederei ausgegliedert. Der vorher geschäftsführende DSR-Gesellschafter Lars M. Clasen und der Chief Operating Officer des Flusskreuzfahrtbereichs Markus Zoepke übernahmen gemeinsam mit der Investmentgesellschaft Waterland Private Equity aus Düsseldorf die Geschäftsanteile der GmbH. Seit 2013 ist Lars Clasen nur noch als Gesellschafter tätig. Sein Amt als Geschäftsführer übernahm im Juni desselben Jahres der Marketing- und Vertriebsspezialist Jörg Eichler.
Die Flotte wurde im Februar 2011 mit dem für Kreuzfahrten auf dem Rhein bestimmten Kabinenfahrgastschiff A-Rosa Brava erweitert, im Juli 2012 wurde das neue Rhein-Main-Donau-Kreuzfahrtschiff A-Rosa Silva in Amsterdam getauft und in Dienst gestellt. Die A-Rosa Flora wurde zum Saisonstart 2014 in Dienst gestellt.
2017 wurde die A-Rosa Viva vom Rhein auf das Fahrtgebiet Seine verlegt.
2023 wurde bekannt, dass die Schiffe Avalon Creativity und Avalon Affinity der Konkurrenzmarke Avalon Waterways als A-Rosa Alea und A-Rosa Clea übernommen werden sollen. Sie sollen ab 2024 zunächst auf dem Rhein unterwegs sein, wobei eines der Schiffe 2025 auf der Seine die A-Rosa Viva ersetzen und das andere ab 2026 auf Garonne und Gironde unterwegs sein soll.

## Flotte und Fahrtgebiete

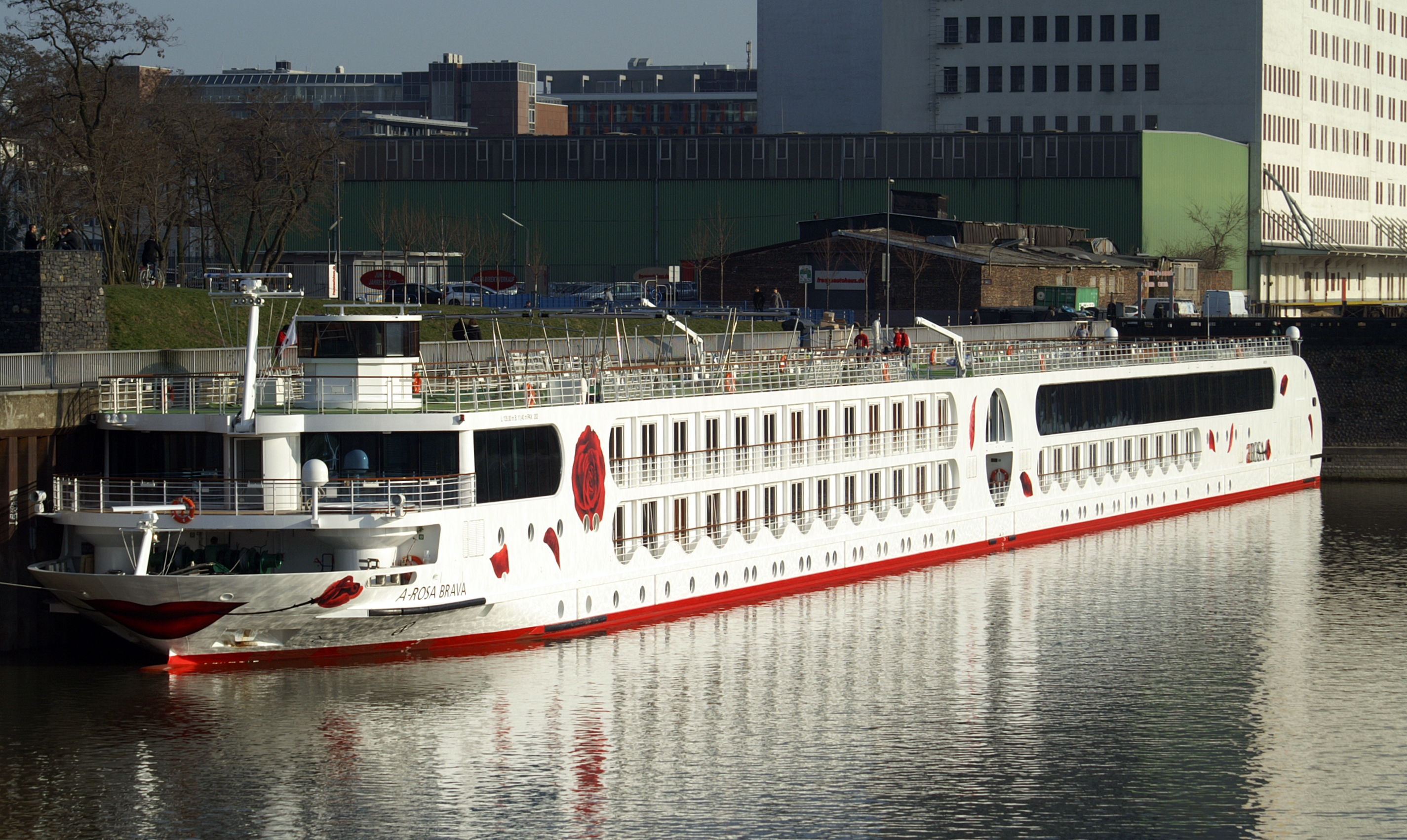
A-Rosa Brava, Fahrgebiet auf Rhein, Main und Mosel

Die Flotte besteht 2025 aus 15 Schiffen, die in fünf Bauarten speziell dem jeweiligen Fahrtgebiet angepasst wurden. Alle Schiffe sind Neubeschaffungen und wurden bis auf A-Rosa Alva (gebaut in Portugal bei West Sea) bei der Neptun-Werft in Rostock-Warnemünde gebaut.

### Rhein, Main und Mosel
Die 6 Schiffe der Rhein-Flotte verkehren je nach Jahreszeit auf 30 verschiedenen Routen. Nördlichstes angefahrenes Ziel ist Harlingen am Wattenmeer, südlichstes Basel. Die Mosel wird bis Trier befahren. Die Schiffe werden im Deutzer Hafen in Köln und in Frankfurt am Main gewartet. Die dort eingesetzten baugleichen Schiffe sind jeweils 135,0 m lang und 11,4 m breit. Sie haben 99 Außenkabinen und sind für 202 Passagiere zugelassen. 2022 wurde die A-Rosa Sena in Dienst gestellt, die den Fluss aufgrund ihrer Höhe und Breite jedoch nur bis Köln befahren kann.
- A-Rosa Alea (2009)
- A-Rosa Aqua (2009)
- A-Rosa Brava (2011)
- A-Rosa Clea (2009)
- A-Rosa Sena (2022)
- A-Rosa Silva (2012)

### Rhein, Main, Mosel und Donau

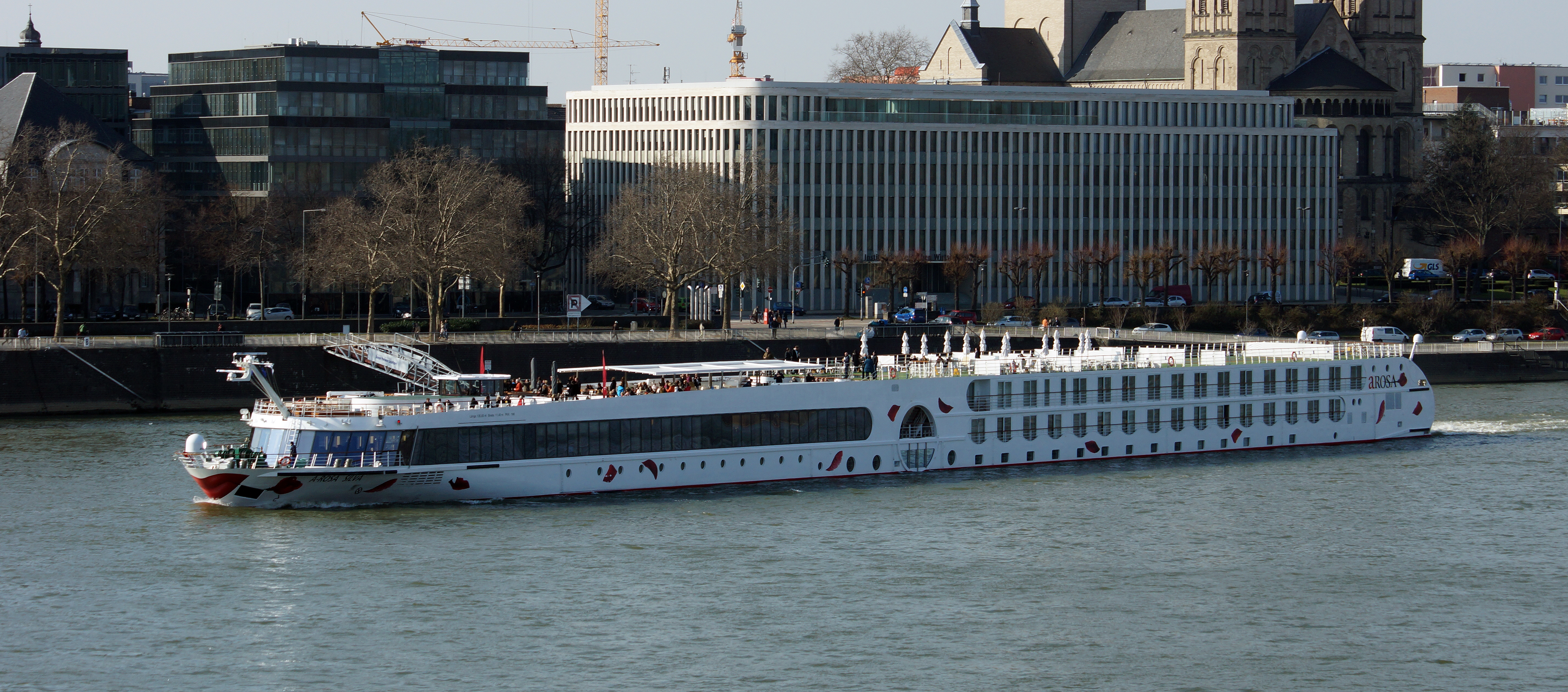
A-Rosa Silva, Fahrgebiet auf Donau, Main, Mosel und Rhein

Mitte Februar 2011 bestellte die Reederei bei der Neptun-Werft in Warnemünde zwei 2½-Deck-Schiffe, die speziell für die geringeren Durchfahrtshöhen auf dem Main-Donau-Kanal konzipiert wurden. Das erste Schiff (A-Rosa Silva) wurde 2012 abgeliefert. Die Kiellegung des zweiten Schiffs (A-Rosa Flora) erfolgte am 12. April 2013, seit Ende März 2014 wird sie eingesetzt. Die Schiffe sind 135,0 m lang und 11,4 m breit. Sie sind für 186 Passagiere zugelassen und verfügen neben den regulären Außenkabinen erstmals über Suiten und „Juniorsuiten“ mit Balkonen. Stand 2025 werden die beiden Schiffe auf der Unternehmenswebsite den unterschiedlichen Fahrtgebieten Rhein, Main und Mosel (A-Rosa Silva) und Donau (A-Rosa Flora) zugeordnet.

### Donau

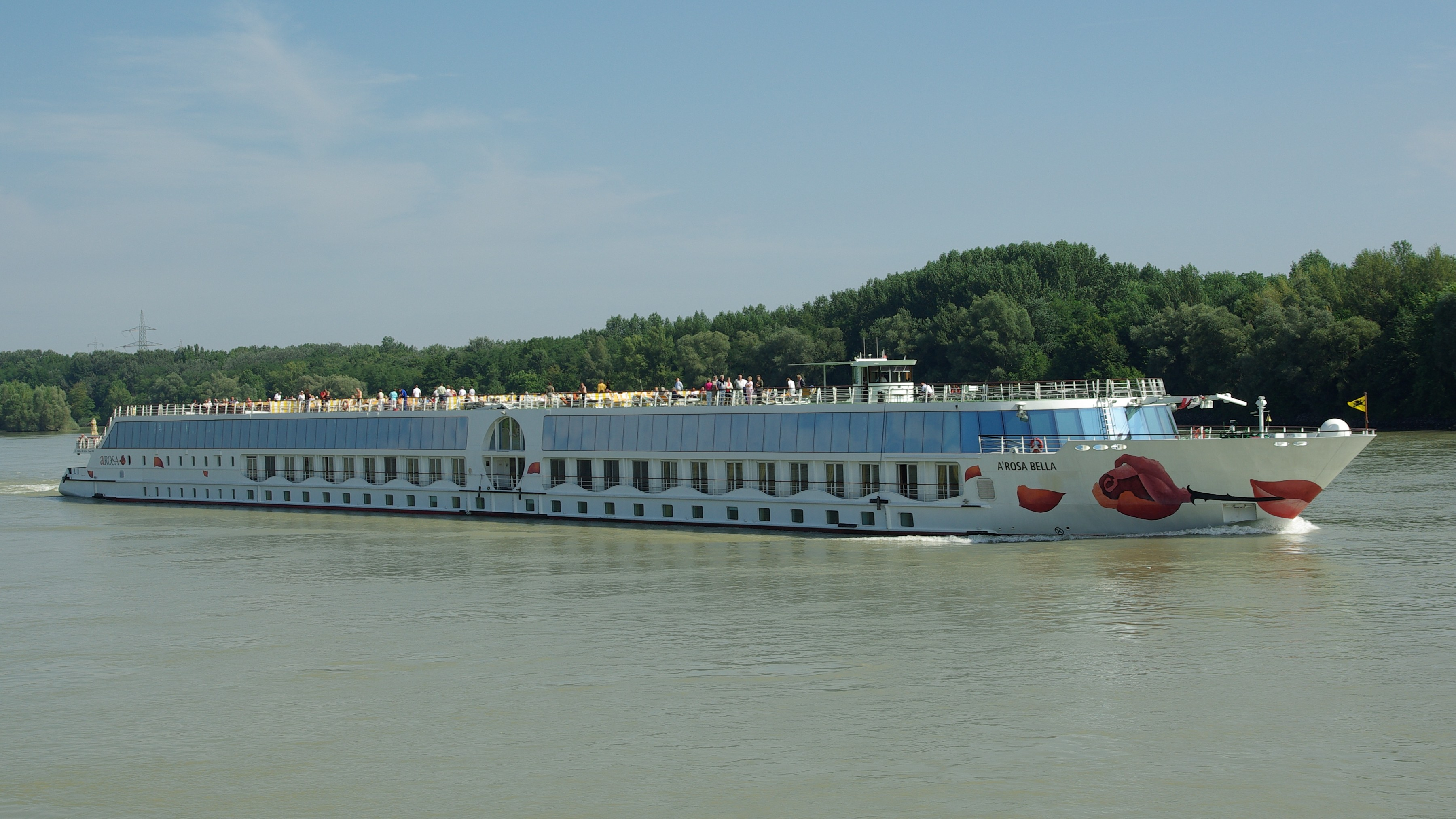
A-Rosa Bella, Fahrgebiet auf der Donau

Die fünf Schiffe der Donau-Flotte verkehren auf 17 verschiedenen Routen. Westlichstes angefahrenes Ziel ist Engelhartszell, östlichstes ist Vilkovo am Donaudelta in der Ukraine. Die dort eingesetzten baugleichen Schiffe sind jeweils 124,5 m lang und 14,4 m breit. Sie verfügen über 100 Außenkabinen und sind für 242 Passagiere zugelassen. Instandhaltungs- und Wartungsarbeiten werden in Linz durchgeführt, Reisebeginn und -ende ist in Engelhartszell bei Passau, die Reisen sind teilweise auch ab Wien buchbar.
- A-Rosa Bella (2002)
- A-Rosa Donna (2002)
- A-Rosa Mia (2003)
- A-Rosa Riva (2004)
- A-Rosa Flora (2014)

### Rhône und Saône

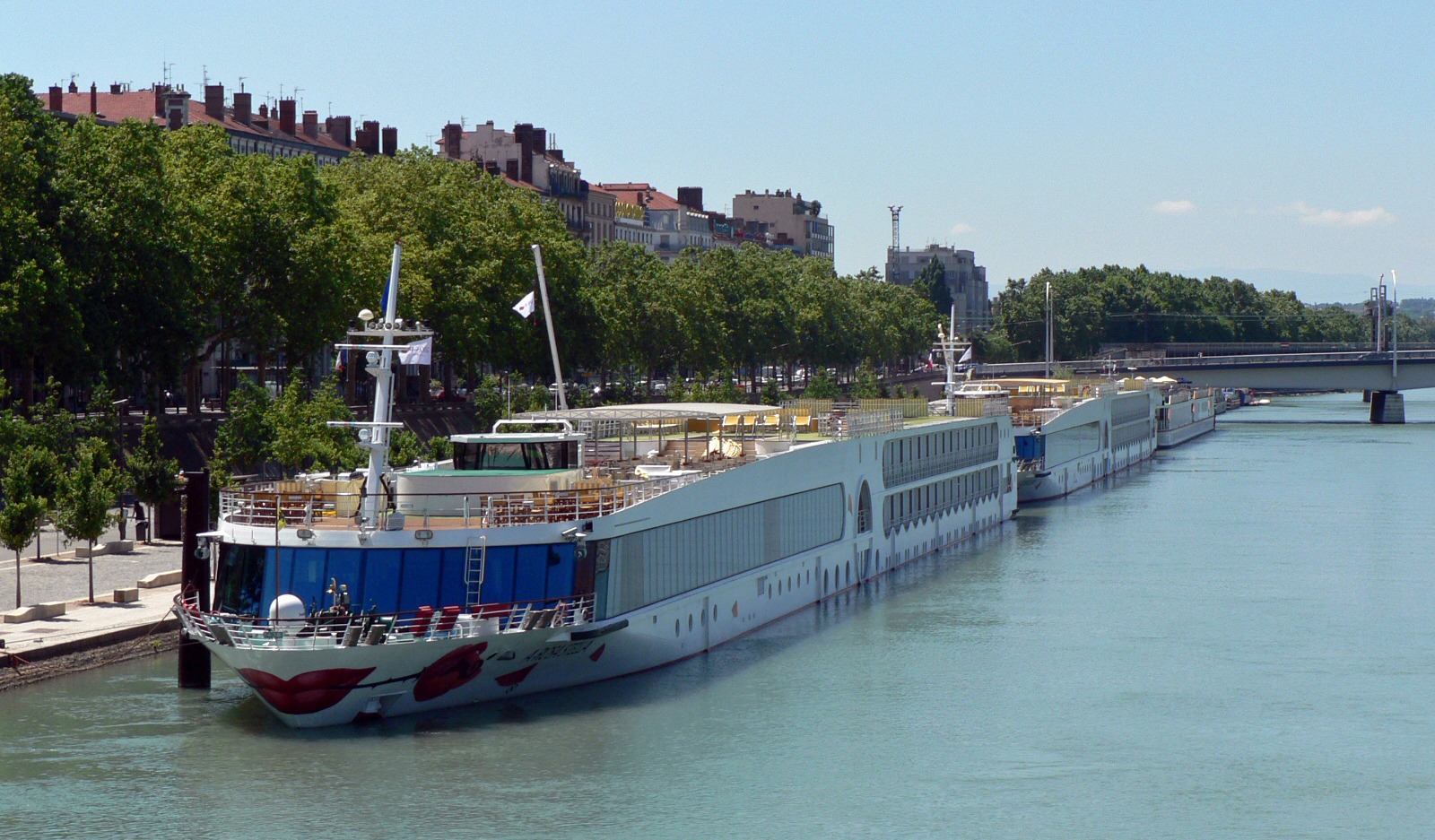
A-Rosa Stella und Luna, Fahrgebiet auf der Rhone und Saône

Die beiden Schiffe der Rhône-Flotte verkehren auf acht verschiedenen Routen. Nördlichstes angefahrenes Ziel ist Chalon-sur-Saône in der Region Burgund, südlichstes ist Port-Saint-Louis-du-Rhône an der Rhônemündung zum Mittelmeer. Die Touren beginnen grundsätzlich in Lyon. Die dort eingesetzten baugleichen Schiffe sind jeweils 125,8 m lang und 11,4 m breit. Sie verfügen über 86 Außenkabinen und sind für 174 Passagiere zugelassen.
- A-Rosa Luna (2005)
- A-Rosa Stella (2005)

### Seine

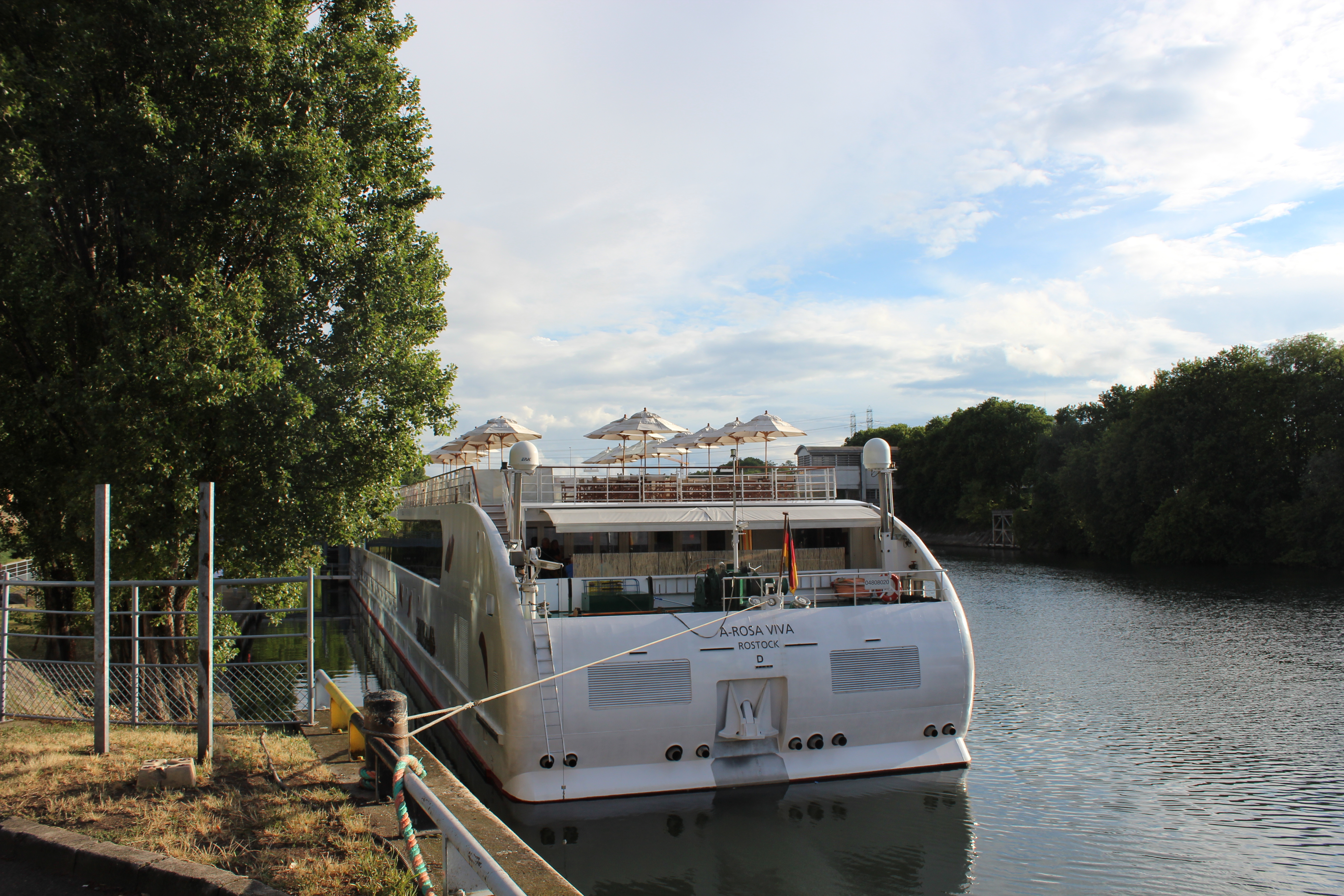
A-Rosa Viva, Fahrgebiet auf der Seine, an der Anlegestelle in Saint-Denis

Seit 2017 ist die Reederei auf der Seine von Saint-Denis nördlich von Paris bis in die Normandie unterwegs. Das letzte Etappenziel vor dem Atlantik ist Caudebec-en-Caux. Das Schiff ist als Schwesterschiff der A-Rosa Aqua und der A-Rosa Brava 135,0 m lang und 11,4 m breit. Es verfügt über 99 Außenkabinen und ist für 202 Passagiere zugelassen.
- A-Rosa Viva (2010)

### Douro

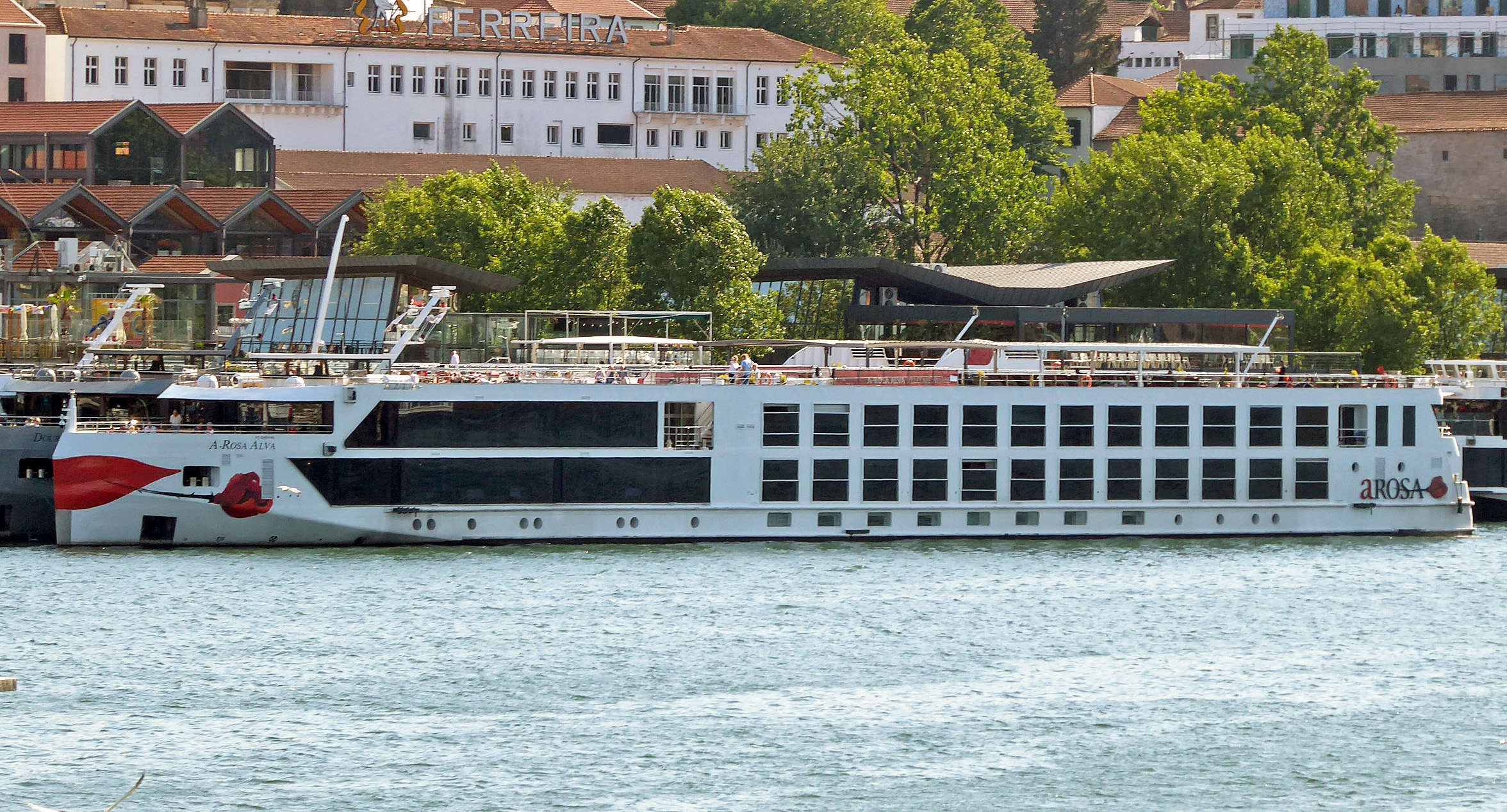
A-Rosa Alva, Fahrgebiet auf dem Douro, an der Anlegestelle in Porto

Seit 2019 bietet A-Rosa Reisen auf dem portugiesisch-spanischen Fluss Douro (span.: Duero) an. Eine Besonderheit stellt hierbei dar, dass aufgrund von Vorschriften nur bei Tageslicht gefahren werden darf, das Schiff liegt also jede Nacht in einem Hafen. Die Reisen beginnen und enden in Porto, letzter Halt (und letzter Hafen auf dem schiffbaren Teil des Douro) ist die Pier in Vega de Terrón. Das Schiff wurde speziell auf den Douro angepasst bei West Sea Estaleiros Navais in Viana do Castelo gebaut. Das Schiff verfügt über 63 Kabinen für maximal 129 Passagiere und ist mit 79,8 Metern Länge aufgrund der Dimensionen der Schleusenanlagen das kürzeste und kleinste Schiff der Flotte.
- A-Rosa Alva (2019)